# Sex Appeal (film 2022)
Sex Appeal è un film del 2022 diretto da Talia Osteen.

## Trama
Avery è una ragazza che eccelle in tutto. Quando il suo fidanzato a distanza vuole portare ad un passo successivo la loro relazione lei decide di sfruttare il suo amico Larson per poter padroneggiare la sua sessualità.

## Distribuzione
Il film è stato distribuito sulla piattaforma Disney Plus e Hulu a partire dall'8 aprile 2022.